# Сіануквіль (аеропорт)
Міжнародний аеропорт Сіануквіль (кхмер. អាកាសយានដ្ឋានអន្តរជាតិ ក្រុងព្រះសីហនុ), (IATA: KOS, ICAO: VDSV) — третій у Камбоджі міжнародний комерційний аеропорт, розташований за 18 км від міста Сіануквіль. Аеропорт також відомий під назвою Кангкенг. Код IATA KOS показує стару назву Сіануквіля — Кампонгсаом.

## Загальні відомості
ВПП була побудована в 1960-ті роки з допомогою СРСР. Через довгі роки бездіяльності під час і після режиму червоних кхмерів, аеропорт був офіційно відкритий 15 січня 2007 року. ВПП була продовжена до 2, 500 м, що дозволяє аеропорту приймати літаки класу Боїнг-737.
Після катастрофи літака Ан-24 PMTAir 25 червня 2007 року поблизу Сіануквіля, комерційні рейси в аеропорт були припинені. Аеропорт пройшов чергову модернізацію, і його відкриття планувалося на кінець 2009 року, проте з тих пір було відкладено на невизначений термін.
Національна авіакомпанія Камбоджі Cambodia Angkor Air відновила рейси між Сіемреапом і Сіануквилем починаючи з 14 грудня 2011 року.

## Злітна смуга
- Довжина злітно-посадкової смуги: 2500 м[4].
- Ширина: 40 метрів.
- Перпендикулярних руліжних доріжок: 1.
- Кількість стійок: 5.
- Навігаційні засоби і візуальні засоби:
  - VOR/DME (KOS 116.00 10°35'22.8N 102°38'31.5).
  - NDB
  - PAPI
  - Meteo
- Порятунок і боротьба з вогнем: ICAO Level Cat 5.

## Авіалінії і напрямки
| Авіакомпанія                  | Пункт призначення                        |
| ----------------------------- | ---------------------------------------- |
| Cambodia Angkor Air           | Сіємреап, Пномпень (з 1 липня 2015 р.)   |
| Apsara International Airlines | Сіємреап                                 |
| Cambodia Bayon Airlines       | Пномпень (з 12 квітня 2015 р.), Сіємреап |

## Статистика
Пасажиропотік і злети-посадки станом на 2012—2014 роки:
| Рік  | Пасажирів | Злети-посадки |
| ---- | --------- | ------------- |
| 2012 | 13 022    | 349           |
| 2014 | 43 400    | 998           |
| 2015 | 94 630    | 1 853         |